# Philipe Sampaio
Philipe Sampaio Azevedo (São Paulo, 11 november 1994) is een Braziliaans voetballer die door Botafogo FR wordt uitgeleend aan RWDM.

## Carrière

### Jeugd
Sampaio groeide op in Raposo Tavares, een district in São Paulo. Hij werd op een zaalvoetbaltoernooi ontdekt door een scout van São Paulo FC en sloot zich uiteindelijk aan bij de jeugdopleiding van de club. Als tiener maakte hij de overstap naar Santos FC. Mede door een armbreuk speelde hij er nooit een officiële wedstrijd voor het eerste elftal van Santos. Voor Paulista FC, dat hem in het voorjaar van 2014 huurde van Santos, speelde hij twee wedstrijden in het Campeonato Paulista.

### Acht jaar in Europa
In juli 2014 ondertekende Sampaio een driejarig contract bij Boavista FC, dat na zes jaar in de Portugese lagere divisies terugkeerde naar het hoogste niveau. Na drie seizoenen, waarin hij 68 officiële wedstrijden speelde in alle competities, verhuisde hij naar de Russische eersteklasser Achmat Grozny. Een jaar later haalde CD Feirense hem terug naar Portugal. Sampaio eindigde in zijn debuutseizoen met Feirense op een degradatieplaats in de Primeira Liga. In het seizoen 2019/20 speelde hij toch nog op het hoogste niveau in Portugal, weliswaar bij CD Tondela.
In juni 2020 verhuisde Sampaio naar de Franse tweedeklasser EA Guingamp, waar hij een vierjarig contract ondertekende. In zijn debuutseizoen, waarin hij een paar blessures opliep, speelde hij 26 competitiewedstrijden in de Ligue 2. Toen zijn speeltijd in het seizoen 2021/22 dreigde te gaan verminderen, stapte hij in maart 2022 over naar de Braziliaanse eersteklasser Botafogo FR.

### Botafogo FR
Bij Botafogo was Sampaio aanvankelijk titularis: eind maart speelde hij mee in beide halvefinalewedstrijden tegen Fluminense FC op het Campeonato Carioca, daarna startte hij in de eerste vier competitiewedstrijden van het Série A-seizoen, met daartussen ook nog de bekerwedstrijd tegen Ceilândia EC. Daarna viel hij anderhalve maand uit met een blessure aan zijn mediaal collateraal ligament. Op 19 juni 2023 maakte Sampaio zijn comeback in de competitiewedstrijd tegen SC Internacional, maar al vroeg in de wedstrijd duwde scheidsrechter Savio Pereira Sampaio hem een (veelbesproken) rode kaart onder de neus. Na zijn tweede rode kaart van het seizoen, midden augustus 2022 tegen Atlético-GO, verloor hij zijn plaats aan zomeraanwinst Adryelson.
Ook in het seizoen 2023, waarin Botafogo lange tijd meedeed voor de landstitel maar uiteindelijk slechts vijfde eindigde in de Série A, was Sampaio geen vaste waarde. Het meest aantal speelminuten vergaarde de Braziliaan dat seizoen in de Copa Sudamericana, waar Botafogo tweede eindigde in zijn groep en vervolgens CA Patronato en Club Guaraní wipte in de knock-outfase. Uiteindelijk sneuvelde Botafogo in de kwartfinale tegen Defensa y Justicia.

### RWDM
In januari 2024 werd Sampaio tot medio 2024 uitgeleend aan RWDM, de Belgische zusterclub van Botafogo die op dat moment voor het behoud in de Jupiler Pro League streed. RWDM, dat in december 2023 met Luis Segovia en William Klaus twee centrale verdedigers voor maanden had zien uitvallen, bedong een aankoopoptie in het huurcontract.
1 Lathouwers ·
3 Halilou ·
4 Doudaev ·
5 De Sart ·
6 Halifa ·
7 Montes ·
8 Abe ·
9 Parzyszek ·
10 Robail ·
11 Ziani ·
15 Laâziri ·
17 Barry ·
20 Poku ·
21 Marsoni ·
22 Soelle Soelle ·
23 Del Piage ·
26 Kestens ·
28 Hubert ·
29 Maurer ·
30 Baghli ·
31 Dodeigne ·
43 Sousa ·
49 Sapata ·
51 Preijs ·
53 Messad-Kouchiche ·
60 Awudu ·
70 Nkurunziza ·
77 Biron ·
83 Lemmens ·
84 El Arouch ·
99 Benjdida ·
Coach: Ferrera
· Assistent-coach: Baherlé
· Assistent-coach: De Camargo